# Vladimir Monomach (incrociatore)
Il Vladimir Monomach (Russo: Владимир Мономах) fu un incrociatore corazzato costruito per la Marina Imperiale Russa durante gli anni 80 del XIX secolo. La nave fu battezzata col nome di Vladimir II Monomach, Gran Principe di Kiev. Passò la maggior parte del suo servisio in Estremo Oriente, anche se si trovava nel Mar Baltico allo scoppio della guerra russo-giapponese, nel 1904. Il Vladimir Monomach fu assegnato alla Terza Squadra del Pacifico e partecipò alla battaglia di Tsushima nel maggio 1905. Aveva il compito di proteggere i trasporti russi e non fu ingaggiata pesantemente durante la porzione diurna della battaglia. La nave fu silurata nella notte e la mattina seguente fu autoaffondata dal capitano per evitarne la cattura.

## Progetto e descrizione
La Vladimir Monomach fu classificata come fregata semicorazzata ed era una versione migliorata della precedente Minin. La nave fu progettata con una grande autonomia operativa e con un'alta velocità per facilitare il suo ruolo d'attacco del commercio, scappando dalle navi da guerra avversarie. Era organizzata come una corazzata a ridotto centrale, con l'armamento concentrato a mezza nave. La nave dallo scafo in ferro aveva un rostro ed era ricoperta di legno e di rame per ridurre le incostrazioni. Lo scafo era diviso da 10 paratie stagne trasversali e aveva un doppio fondo profondo 1. 73 m. L'equipaggio era composto da 550 tra ufficiali e marinai. Aveva una lunghezza fuori tutto di 93.8 m, una larghezza di 15.8 m e un'immersione di progetto di 7.6 m. Il dislocamento era di 5683 t a pieno carico.
La nave aveva due motori a vapore compound verticali, ognuno collegato ad un'elica a quattro pale in bronzo-manganese da 5.5 m. Il vapore era prodotto da sei caldaie cilindriche alla pressione di 70 psi. I motori produssero una potenza indicata di 5253 kW durante le prove in mare, che permettevano alla nave una velocità massima di 15.8 nodi. La nave trasportava 910 t di carbone che gli permettevano un'autonomia di 6200 miglia nautiche alla velocità di 10 nodi. Era armata a nave, con tre alberi, e aveva un'area velica totale di  2400 m2. Per ridurre la resistenza durante la navigazione a vela i fumaioli erano retrattili.
Il Vladimir Monomach era armato con quattro cannoni da 203 mm, uno su ogni angolo della batteria che sporgevano dai lati dello scafo. Tra questi cannoni erano montati otto dei dodici cannoni 152/35, nella batteria centrale, mentre i restanti quattro erano al difuori della batteria alle estremità della nave. La difesa anti torpediniera consisteva in quattro cannoni da 9 libbre e 10 cannoni Hotchkiss. La nave aveva anche tre tubi lanciasiluri da 381 mm.
La cintura corazzata al galleggiamento era composta da una corazzatura composita e si estendeva per tutta la lunghezza della nave. Era spessa 152 mm a mezza nave ma si riduceva a 114 mm alle estremità. Si estendeva per o,6 m sopra il galleggiamento e 1.2 m sotto. Paratie trasversali da 76-102 mm proteggevano i cannoni  nella batteria. Le sporgenze dei cannoni da 203 mm avevano lo stesso spessore. Il ponte protetto era spesso 13 mm.

## Servizio
La costruzione del Vladimir Monomach iniziò il 22 febbraio 1881 al cantiere navale del Baltico a San Pietroburgo, anche se la cerimonia formale per la posa della chiglia non fu tenuta fino al 21 maggio. Fu varata il 22 ottobre 1882 e completata il 13 luglio 1883. Il costo totale della nave fu di 3348847 rubli. Anche se fu il secondo incrociatore della classe Dmitrij Donskoj ad essere impostato, il Vladimir Monomach fu completato per primo. A causa di costanti cambi durante la costruzione il progetto di entrambe le navi divergeva considerabilmente al momento del completamento. La nave fu chiamata così in onore di Vladimir II Monomach, Gran Principe di Kiev.
L'11 ottobre 1884 il Vladimir Monomach iniziò un viaggio tranquillo dal Baltico all'Estremo Oriente. Fece visita ai porti di Kristiansand,  in Norvegia, e Portland, in Inghilterra, prima di raggiungere Malta il 25 novembre. La nave spese la maggior parte delle seguenti sei settimane in acque greche, prima di arrivare a Porto Said, in Egitto, il 12 gennaio 1885 per attraversare il canale di Suez. Il Vladimir Monomach incontrò lì la corazzata britannica HMS Agamemnon e fu scortata fino in Giappone, dato che quell'anno le tensioni stavano aumentando tra Regno Unito e Russia. La nave arrivò a Nagasaki nel marzo 1885 e fu nominata ammiraglia della flotta russa del Pacifico sotto il retroammiraglio A.E. Kroun. Basata a Vladivostok, normalmente passò l'inverno in acque più calde. Per esempio, tra il novembre 1885 e il marzo 1886 il Vladimir Monomach visitò Manila, Singapore, Hong Kong, Batavia e Penang. Nel 1887 tornò a Kronstadt e nel 1888 fu raddobbata.
Il Vladimir Monomach lasciò Kronstadt il 6 novembre 1889 alla volta del Mediterraneo, dove rimase l'anno successivo. Prese parte alla scorta ufficiale per il viaggio dello zarevic Nicola in Estremo Oriente. Lo zaveric viaggiò a bordo del Pamiat Azova, mentre il Vladimir Monomach si occupava della protezione. Le due navi raggiunsero Singapore il 2 marzo 1891 e Vladivostok il 23 maggio. Una volta lì il capitano Oskar Stark fu nominato comandante della nave e il Vladimir Monomach fu in riparazione fino ad agosto. Passò l'inverno a Nagasaki, partendo per l'Europa nell'aprile successivo e raggiungendo Kronstadt in agosto, dove fu minuziosamente rimodernata, iniziando il 22 settembre. Il pesante armo velico fu rimpiazzato da tre alberi di segnalazione, i fumaioli furono fissati e le caldaie migliorate. Il 13 febbraio 1892 il Vladimir Monomach fu riclassificato come incrociatore di prima classe.
Il 2 ottobre 1894 la nave, ora sotto il comando del capitano Zinovij Rozhestvenskyij, fece ritorno nel Mediterraneo. In vista della prima guerra sino-giapponese del 1894-95, il consiglio dei ministri russo ordinò il 1 febbraio 1895 che la squadra del Mediterraneo rinforzasse la seconda squadra del Pacifico. La nave raggiunse il treaty port cinese di Chihfu il 16 aprile e il 13 maggio divenne l'ammiraglia del retroammiraglio Evgenij Ivanovich Alekseev, secondo in comando della Flotta del Pacifico. Il Vladimir Monomach rimase a Chihfu fino alla fine dell'anno, prima di partire per Vladivostok e poi per Kobe nel gennaio 1896.
La nave rimase lì solo per breve tempo prima che le venisse ordinato di tornare a Kronstadt per un riammodernamento radicale. I suoi obsoleti cannoni da 203 e 152 mm furono rimpiazzati da 5 nuovi cannoni 152/45 e da 6 cannoni Canet da 120 mm. Le sei caldaie originali della nave furono rimpiazzate da una dozzina di caldaie cilindriche.
Il Vladimir Monomach fu ritrasferito alla Flotta del Pacifico nel novembre 1897 e raggiunse Nagasaki nel febbraio 1898. Dopo che il Triplice Intervento espulse i giapponesi da Port Arthur, il Vladimir Monomach fu parte delle forza russa che in seguito occupò il porto strategico. Nel giugno 1900 trasportò le truppe per la soppressione della rivolta dei Boxer. Nel settembre 1900, al suo ritorno a Port Arthur, speronò accidentalmente e affondò il mercantile Crown of Aragon. Nel dicembre 1901 si ritrovò con il Dmitrij Donskoj a Hong Kong e le due navi tornarono nel Mediterraneo attraverso il canale di Suez. Il Vladimir Monomach rimase nel Mediterraneo fino all'agosto 1902 e raggiunse Kronstadt in ottobre. Tra il 1903 e il 1904 alcuni dei suoi cannoni Hotchkiss da 47 mm furono rimpiazzati da cannoni da 75 mm.

### Guerra russo giapponese
Nel febbraio 1905 il Vladimir Monomach fu assegnato alla terza squadra del Pacifico, che fu mandata a rinforzare la seconda squadra dell'ammiraglio Zinovij Rozhestvenskij. La formazione transitò attraverso il canale di Suez e si unì alla seconda squadra nella baia di Cam Ranh, nell'Indocina francese, il 14 maggio 1905, dove fu assegnata alla divisione incrociatori del retroammiraglio Oskar Enkvist.
Durante la decisiva battaglia di Tsushima del 27 maggio 1905 il Vladimir Monomach era posizionato sul lato destro della linea di battaglia russa, a guardia dei trasporti e quindi evitò la moltitudine di colpì che si riversò su altre navi russe, anche se ingaggiò l'incrociatore giapponese Izumi. La nave giapponese fu colpita diverse volte e allontanata, pur avendo perso solo tre marinai e avendone 7 feriti. Il Vladimir Monomach fu anche colpito più volte e uno dei cannoni da 120 mm fu distrutto insieme ai suoi serventi. Il colpo più pericoloso fu quello di un proietto che esplose sopra il paranco per i colpi da 152 mm, appiccando un incendio alle munizioni. Il pronto allagamento della polveriera evitò l'esplosione.
Quando scese la notte le torpediniere giapponesi ingaggiarono le navi russe sopravvissute e l'incrociatore dichiarò di averne affondata una alle 20:25. Il Vladimir Monomach, confondendo uno degli attaccanti per un cacciatorpediniere russo, fu colpito attorno alle 20:40 da un singolo siluro che trapassò lo scafo vicino al carbonile numero 2. La torpediniera fu poi affondata. Il danno era severo ma l'equipaggio riuscì a tenere la nave a galla e i motori operativi, anche se continuava a prendere acqua. La mattina dopo, comunque, il Vladimir Monomach si diresse verso l'Isola di Tsushima ed iniziò a scaricare i feriti sulle lance di salvataggio. Il capitano Vladimir Aleksandrovich Popov diede l'ordine di abbandonare la nave e ordinò di aprire tutte le prese a mare per autoaffondare la nave piuttosto che arrendersi ai giapponesi. La nave affondò alla 10:20 e l'equipaggio fu catturato dagli incrociatori ausiliari giapponesi SS Sado Maru e SS Manchu Maru. Il Vladimir Monomach fu ufficialmente rimosso dalla lista della marina il 28 settembre 1905.